# Jorge Bazán
Jorge Luis Bazán Lazarte (Lima, Provincia de Lima, Perú, 23 de marzo de 1991) es un futbolista peruano. Juega como extremo derecho y su equipo actual es  Deportivo Garcilaso de la Liga 1 de Perú.

## Trayectoria
Bazán llegó a Alianza Lima  en el año 2009 proveniente de la academia de menores Esther Grande de Bentín habiendo estado antes en divisiones menores del Club Deportivo Coronel Bolognesi, En Bentin compartió equipo con Luis Advíncula, Werner Schuler, Benjamín Ubierna, entre otros. Al año siguiente tuvo una destacada actuación con el equipo aliancista en el Torneo de Promoción y Reserva de 2010, donde llegó a anotar ocho goles, lo cual le permitió ser convocado a la selección peruana que disputaría el Campeonato Sudamericano Sub-20 de 2011.
Una vez finalizada la participación peruana en el Sudamericano, Bazán se reintegró a su club, que venía de ser eliminado en la primera fase de la Copa Libertadores. El 13 de febrero de 2011, por la primera fecha del Campeonato Descentralizado, el técnico Gustavo Costas lo hizo ingresar en el segundo tiempo del encuentro ante Unión Comercio, marcando su debut oficial en Primera División. Aquel día también anotó su primer gol en la profesional, cerrando la goleada de 4-1 a favor de Alianza. Jugó la Copa Libertadores 2012.
El 2016 jugó por el Alianza Lima y su actual equipo es el Alianza Atlético Sullana.
Firmó por todo el 2017 por Alianza Atlético, club con el que terminó descendiendo de categoría. 
Al siguiente año se fue a la Universidad Técnica de Cajamarca. Jugó la Copa Sudamericana 2018, perdiendo en primera ronda contra Rampla Juniors.
Para el 2019 ficha por Sport Huancayo para la Copa Sudamericana.

## Selección nacional
Con la selección peruana participó del Campeonato Sudamericano Sub-20 realizado en el Perú. También jugó en la reinauguración del Estadio Nacional en Lima, frente al seleccionado español de la misma categoría, terminando el partido 0-0.

## Clubes
| Club                       | País | Año         |
| -------------------------- | ---- | ----------- |
| Alianza Lima               | Perú | 2009-2013   |
| Inti Gas                   | Perú | 2014        |
| Juan Aurich                | Perú | 2014        |
| Alianza Atlético           | Perú | 2015        |
| Alianza Lima               | Perú | 2016        |
| Alianza Atlético           | Perú | 2017        |
| Univ. Técnica de Cajamarca | Perú | 2018        |
| Sport Huancayo             | Perú | 2019 - 2020 |
| Deportivo Municipal        | Perú | 2021 - 2022 |
| Deportivo Garcilaso        | Perú | 2023 -      |